# Platani (Kos)
Platani (Grieks: Πλατάνι), ook wel Kermetes genoemd, is een dorp in de fusiegemeente (dimos) Kos, in de Griekse bestuurlijke regio (periferia) Zuid-Egeïsche Eilanden. In 2001 telde het dorp circa 1.700 inwoners.
Platani ligt drie kilometer ten westen van de voornaamste plaats op het eiland, Kos en in de buurt van de Asklepieion van Kos. De plaats kent een grote Turkse gemeenschap, dat een historische achtergrond heeft. In de tijden van Asia Minor was Platani, destijds nog Kermetes geheten, een plaats waar veroordeelden van Keramos naartoe werden gebracht. Na de inname van Noord-Cyprus door Turkije in 1964 werd besloten om de Turkse naam van de plaats te wijzigen in de Griekse naam Platani, verwijzend naar de plataan op het centrale plein. Het dorp kent een moskee.
Buiten het dorp ligt een Joodse begraafplaats. Tijdens de Tweede Wereldoorlog zijn de Joden van Kos in 1944 via Kos getransporteerd naar Auschwitz.